# António Oliveira (treinador)
António José Cardoso de Oliveira (Lisboa, 9 de outubro de 1982) é um treinador e ex-futebolista português que atuava como zagueiro. Atualmente comanda o Remo.

## Carreira como jogador
Nascido em Lisboa, iniciou sua carreira no Benfica aos 8 anos. Ele estreou com os reservas do Benfica na temporada 2001–02, na Segunda Divisão Portuguesa. Em julho de 2004, após um período de um ano no Braga B, assinou com o Santa Clara.
Estreou no dia 18 de setembro, saindo do banco e entrando no segundo tempo da derrota fora de casa por 3–1 contra o Varzim. Depois de ser pouco usado, posteriormente atuou no Casa Pia, no Oriental e no G.D. Fabril, aposentando-se neste último em 2011, com apenas 29 anos.

## Carreira como treinador

### Início
Com apenas 23 anos, iniciou o curso de educação física, em Lisboa. Realizou um estágio no sub-17 do Benfica e começou como auxiliar do pai António José Conceição Oliveira, mais como conhecido como Toni, no Tractor Sazi, do Irã, onde foram campeões da Taça Iraniana, em 2014. A dupla ficou no clube entre 2012 e 2016.
António Oliveira passou ainda por clubes da Eslovênia e Kuwait antes de chegar ao Brasil. No Rudar, da Eslovênia, onde ficou seis meses, António era o auxiliar, e Toni o técnico. No Kazma do Kuwait, em 2017, António Oliveira assumiu pela primeira vez como técnico e o pai passou para a função de manager. Levou o clube ao título da Taça Federação do Kuwait em 2018, e sofreu apenas uma derrota em um intervalo de 10 meses em 2018.
Em 2020, foi apresentado no Santos como auxiliar técnico do também português Jesualdo Ferreira.

### Athletico Paranaense
Em 2021, chegou ao Athletico Paranaense após convite do gerente executivo William Thomas, que tinha trabalho com o profissional no Santos. Assumiu o time de aspirantes do Athletico por apenas um jogo até ser promovido para a equipe principal. Oliveira entregou o cargo após ser eliminado na semifinal do Campeonato Paranaense, em setembro de 2021. Pelo Furacão, o comandante teve 21 vitórias, sete empates e 12 derrotas em 40 jogos — 58% de aproveitamento.

### Cuiabá
No dia 2 de junho de 2022, António Oliveira foi contratado para comandar o Cuiabá no Campeonato Brasileiro. Liderou o Dourado em 29 partidas na Série A, com oito vitórias, doze derrotas e nove empates, deixando o Cuiabá ao término do contrato.

### Coritiba
Em 13 de dezembro de 2022, assumiu o comando do Coritiba, no qual ficou até 18 de abril de 2023, quando foi demitido na primeira rodada do Campeonato Brasileiro. Ao todo, foram 17 partidas à frente do Alviverde, com sete vitórias, sete empates e três derrotas.

### Retorno ao Cuiabá
No dia 13 de maio de 2023, acertou seu retorno ao Cuiabá para comandar o clube na Série A do Campeonato Brasileiro. Foi eleito o melhor técnico do Brasileirão no mês de julho, após votação feita pela CBF entre jornalistas e influenciadores. Em 9 de fevereiro de 2024, o Cuiabá anunciou que o treinador estava deixando o clube.

### Corinthians
António Oliveira foi anunciado pelo Corinthians no dia 9 de fevereiro de 2024, assinando contrato até o final da temporada. No dia seguinte (10), foi apresentado oficialmente no CT Joaquim Grava. Realizou sua estreia no dia 11 de fevereiro, numa vitória por 2–0 contra a Portuguesa, na Neo Química Arena, pelo Campeonato Paulista.
No dia 2 de julho, após uma derrota por 2–0 para o rival Palmeiras no Allianz Parque, o técnico português foi demitido pelo clube. Em 29 jogos pelo Alvinegro, foram 12 vitórias, nove empates e oito derrotas, deixando o clube em 19.º no Campeonato Brasileiro.

### Sport
Em 9 de maio de 2025, António Oliveira foi anunciado como novo treinador do Sport. O português assinou contrato até o fim de 2025, com cláusulas de renovação automática em caso de classificação para a Copa Sul-Americana. No dia 4 de junho, o Sport anunciou a demissão de António Oliveira, após apenas quatro jogos na Série A do Brasileiro. O técnico sai sem nenhuma vitória - foram três derrotas e um empate.

### Remo
Em 19 de junho de 2025, após dias de negociação, o Remo anunciou a contratação do técnico António Oliveira.

## Vida pessoal
É filho do ex-jogador António José Conceição Oliveira, também conhecido como Toni. Toni era meio-campista e atuou por 13 temporadas no Benfica, sendo um dos ídolos do clube.

## Estatísticas
Atualizadas até 4 de junho de 2025[carece de fontes?]
| Clube                | Início                  | Até                     | Jogos | Jogos | Jogos | Jogos | Jogos | Jogos | Jogos | Jogos  |
| Clube                | Início                  | Até                     | J     | V     | E     | D     | GP    | GC    | SG    | %      |
| -------------------- | ----------------------- | ----------------------- | ----- | ----- | ----- | ----- | ----- | ----- | ----- | ------ |
| Athletico Paranaense | 13 de março de 2021     | 09 de setembro de 2021  | 41    | 21    | 7     | 14    | 50    | 34    | 16    | 55,55  |
| Benfica B            | 05 de janeiro de 2022   | 01 de junho de 2022     | 18    | 7     | 3     | 8     | 28    | 26    | 2     | 44,44  |
| Cuiabá               | 10 de junho de 2022     | 30 de novembro de 2022  | 28    | 7     | 9     | 12    | 23    | 30    | -7    | 35,71  |
| Coritiba             | 14 de dezembro de 2022  | 18 de abril de 2023     | 15    | 7     | 5     | 3     | 19    | 15    | 4     | 57,77  |
| Cuiabá               | 23 de maio de 2023      | 08 de fevereiro de 2024 | 36    | 15    | 10    | 11    | 46    | 32    | 14    | 50,92  |
| Corinthians          | 09 de fevereiro de 2024 | 02 de julho de 2024     | 29    | 12    | 9     | 8     | 43    | 25    | 18    | 51,72  |
| Sport                | 09 de maio de 2025      | 04 de junho de 2025     | 4     | 0     | 1     | 3     | 1     | 8     | -7    | 8.33%  |
| Total                | Total                   | Total                   | 166   | 66    | 43    | 57    | 210   | 170   | +40   | 48.39% |

## Títulos

### Como treinador
Kazma
- Taça Federação do Kuwait: 2018

### Como auxiliar
Tractor Sazi
- Copa do Irã: 2013–14

### Prêmios individuais
- Treinador do Mês do Campeonato Brasileiro: julho de 2023